# Tournayellinae
Tournayellinae es una subfamilia de foraminíferos bentónicos de la familia Tournayellidae, de la superfamilia Tournayelloidea, del suborden Fusulinina y del orden Fusulinida. Su rango cronoestratigráfico abarca desde el Frasniense (Devónico superior) hasta el Viseense (Carbonífero inferior).

## Discusión
Algunas clasificaciones más recientes incluyen Tournayellinae en el suborden Tournayellina, del Orden Tournayellida, de la subclase Fusulinana y de la clase Fusulinata.

## Clasificación
Tournayellinae incluye a los siguientes géneros:
- Carbonella †
- Costayella †
- Eotournayella †
- Pohlia †
- Rectoseptatournayella †
- Septatournayella †
- Tournayella †

Otros géneros considerados en Tournayellinae son:
- Cepekia †, aceptado como Tournayella
- Eoseptatournayella †, aceptado como subgénero de Septatournayella, es decir, Septatournayella (Eoseptatournayella)
- Neoseptatournayella †, aceptado como subgénero de Septatournayella, es decir, Septatournayella (Neoseptatournayella), pero considerado nomen nudum